# Gabriel Timotheus Lütkemann

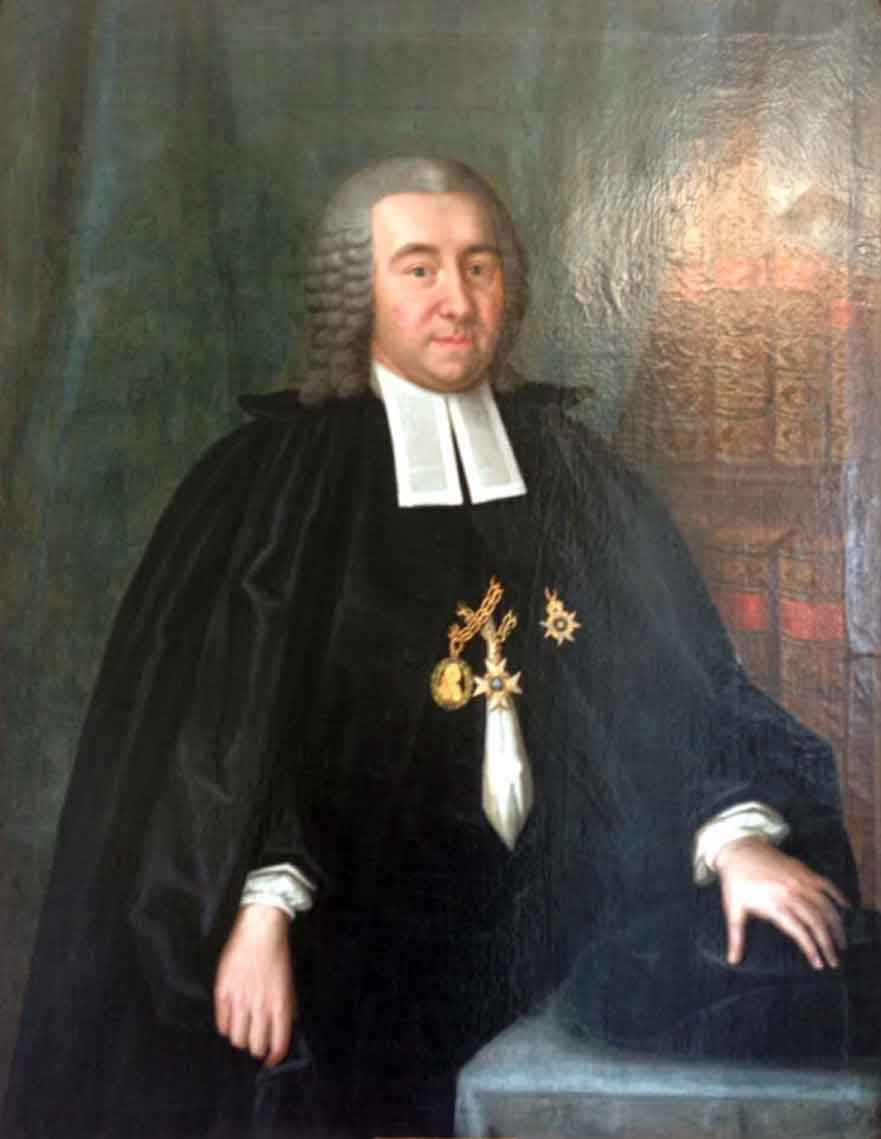
Lütkemann ca. 1780

Gabriel Timotheus Lütkemann (* 6. März 1723 in Stockholm; † 20. März 1795 in Visby) war königlich schwedischer Oberhofprediger und Bischof von Visby.

## Leben
Gabriel Timotheus Lütkemann war der Sohn des Pfarrers an der deutschen Kirche in Stockholm und späteren Generalsuperintendenten von Pommern, Timotheus Lütkemann, und der Ida Augusta Wedderkopp. Er studierte an der Universität Uppsala und später an der Universität Greifswald, wo er 1740 zum Magister wurde. Nach einer Studienreise zu verschiedenen deutschen Universitäten wurde er 1742 Dozent in Greifswald. Dort blieb er bis 1744, als er zum Hofprediger des schwedischen Thronfolgers Adolf Friedrich berufen wurde. 1750 wurde er in Greifswald zum Doktor der Theologie promoviert. 1753 wurde er königlicher Oberhofprediger. Von 1756 bis 1758 war er theologischer Lehrer des Prinzen Friedrich Adolf.
Lütkemann übernahm 1758 das Amt des Superintendenten im Stift Visby auf Gotland. Nachdem das Stift 1772 zum Bistum Visby erhoben wurde, erfolgte seine Weihe zum Bischof. 1788 wurde er als einziger Pfarrer in der Geschichte der Insel Vizegouverneur von Gotland. Wegen des Russisch-schwedischen Krieges wurde in dieser Zeit die Invasion russischer Truppen befürchtet. Lütkemanns Tätigkeit als Vizegouverneur fand Anerkennung bei Regierung und Bevölkerung.
Seit 1760 gehörte er dem schwedischen Reichstag an. Er schloss sich der Adelspartei Hattarne an, ließ aber auch keine Gelegenheit aus, sich beim Königshaus beliebt zu machen.

## Familie
Gabriel Timotheus Lütkemann war zweimal verheiratet. Der ersten Ehe von 1762 mit Susanna Jacobsdotter von Boismann († 14. Juni 1774) entstammte der Sohn Gabriel Timotheus (1766–1826), später Vikar in Dalhem. 1776 heiratete er seine zweite Frau Maria von Segebaden (1757–1853) und hatte mit ihr die Tochter Maria Augusta (1781–1823).